# Щучье (озеро, Первомайский район)
Щучье — озеро в России. Находится на северо-востоке Первомайском района Томской области, в системе болот Лотар.
Из озера вытекает река Щучья, правый приток реки Большая Утка. Одно из крупнейших озёр в районе наряду с озером Чертаны. Длина до 4 километров, ширина до 2 километров. Высота над уровнем моря — 146 м.